# Frigg Oslo FK
A Frigg Oslo egy norvég harmadosztályú labdarúgócsapat.

## Klubtörténet
A klubot 1904. május 17-én, SK Frigg néven alapították, amelyet egy norvég mitológiai személyről, Friggről neveztek el. 1954. április 21-én egyesült az SK Varg klubjával. 1990-ben átnevezték Frigg Oslo FK-ra. A klub színei a fehér és a kék, a csapat hazai pályán a Marienlyst stadionban játszik, ezenkívül még van egy edzőpályája Tørtebergben is nem messze a Marienlysttől.
A klub évekig játszott a norvég első osztályban. Háromszor (1914, 1916, 1921) nyerte meg a norvég kupát és ezenkívül még háromszor jutott be a döntőbe. A 2021-es szezonban jutottak fel a 2. divisjonba.

## Sikerek
- Norvég Kupa:
  - Győztes (3): 1914, 1916, 1921
  - Ezüstérmes (3): 1919, 1920, 1965

## A nemzetközi kupasorozatokban
| Szezon  | Kupasorozat         | Forduló | Ellenfél             | Hazai pályán elért eredmény | Idegenben elért eredmény | Összesített eredmény |  |
| ------- | ------------------- | ------- | -------------------- | --------------------------- | ------------------------ | -------------------- |  |
| 1966–67 | Vásárvárosok Kupája | 1. kör  | Dunfermline Athletic | 1–3                         | 1–3                      | 2–6                  |  |

## Legutóbbi szezonok
| Szezon             | Poz.  | M  | Gy | D  | V  | RG | KG | P  | Kupa            | Megjegyzés                                 |
| ------------------ | ----- | -- | -- | -- | -- | -- | -- | -- | --------------- | ------------------------------------------ |
| 2008 - 3. divisjon | 2.    | 22 | 15 | 4  | 3  | 73 | 18 | 49 | 1. kör          |                                            |
| 2009 - 3. divisjon | ↑ 1.  | 22 | 20 | 0  | 2  | 81 | 21 | 60 | 1. kör          | Feljutott                                  |
| 2010 - 2. divisjon | 9.    | 26 | 8  | 10 | 8  | 44 | 48 | 34 | 1. kör          |                                            |
| 2011 - 2. divisjon | 6.    | 24 | 11 | 4  | 9  | 47 | 40 | 37 | 1. kör          |                                            |
| 2012 - 2. divisjon | 8.    | 26 | 9  | 5  | 12 | 53 | 58 | 32 | 1. kör          |                                            |
| 2013 - 2. divisjon | ↓ 12. | 26 | 7  | 4  | 15 | 42 | 45 | 25 | 1. kör          | Kiesett                                    |
| 2014 - 3. divisjon | 8.    | 26 | 19 | 3  | 4  | 73 | 23 | 60 | 1. kör          |                                            |
| 2015 - 3. divisjon | ↑ 1.  | 26 | 17 | 7  | 2  | 71 | 29 | 58 | 2. selejtezőkör | Feljutott                                  |
| 2016 - 2. divisjon | ↓ 11. | 26 | 7  | 5  | 14 | 37 | 62 | 26 | 1. kör          | Kiesett                                    |
| 2017 - 3. divisjon | 6.    | 26 | 11 | 3  | 12 | 55 | 44 | 36 | 1. kör          |                                            |
| 2018 - 3. divisjon | 2.    | 26 | 16 | 7  | 3  | 64 | 14 | 55 | 1. kör          |                                            |
| 2019 - 3. divisjon | 8.    | 26 | 10 | 4  | 12 | 38 | 55 | 34 | 1. kör          |                                            |
| 2020 - 3. divisjon | –     | 0  | 0  | 0  | 0  | 0  | 0  | 0  | —               | COVID-19 pandémia miatt törölték a szezont |
| 2021 - 3. divisjon | ↑ 1.  | 13 | 11 | 2  | 0  | 48 | 10 | 35 | 1. kör          | Feljutott                                  |
| 2022 - 2. divisjon | ↓ 14. | 26 | 6  | 2  | 18 | 38 | 65 | 20 | 2. kör          | Kiesett                                    |

## Fordítás
Ez a szócikk részben vagy egészben  a   Frigg Oslo FK című angol Wikipédia-szócikk fordításán alapul.  Az eredeti cikk szerkesztőit annak laptörténete sorolja fel. Ez a jelzés csupán a megfogalmazás eredetét és a szerzői jogokat jelzi, nem szolgál a cikkben szereplő információk forrásmegjelöléseként.

## Külső hivatkozások
- A klub weboldala
- A klub meccsei